# Ivan Tjechovitj
Ivan Vladimirovitj Tjechovitj, ryska: Иван Владимирович Чехович, född 4 januari 1999, är en rysk professionell ishockeyforward som är kontrakterad till San Jose Sharks i National Hockey League (NHL) och spelar för San Jose Barracuda i American Hockey League (AHL). Han har tidigare spelat för Torpedo Nizjnij Novgorod i Kontinental Hockey League (KHL); Drakkar de Baie-Comeau i Ligue de hockey junior majeur du Québec (LHJMQ) samt HK MVD i Molodjozjnaja chokkejnaja liga (MHL).
Tjechovitj draftades av San Jose Sharks i sjunde rundan i 2017 års draft som 212:a spelare totalt.

## Statistik
| 2015–2016    | HK MVD                   | MHL          | 19  | 3  | 4   | 7   | 4  | —  | — | — | —  | — |
| 2016–2017    | Drakkar de Baie-Comeau   | LHJMQ        | 60  | 26 | 33  | 59  | 14 | 4  | 1 | 2 | 3  | 2 |
| 2017–2018    | Drakkar de Baie-Comeau   | LHJMQ        | 65  | 29 | 31  | 60  | 28 | 5  | 3 | 1 | 4  | 2 |
|              | San Jose Barracuda       | AHL          | 6   | 3  | 6   | 9   | 6  | 4  | 0 | 2 | 2  | 0 |
| 2018–2019    | Drakkar de Baie-Comeau   | LHJMQ        | 66  | 43 | 62  | 105 | 38 | 7  | 3 | 1 | 4  | 2 |
|              | San Jose Barracuda       | AHL          | 5   | 1  | 3   | 4   | 4  | 4  | 2 | 1 | 3  | 6 |
| 2019–2020    | San Jose Barracuda       | AHL          | 42  | 4  | 8   | 12  | 6  | —  | — | — | —  | — |
| 2020–2021    | San Jose Sharks          | NHL          | 1   | 0  | 0   | 0   | 0  | —  | — | — | —  | — |
|              | Torpedo Nizjnij Novgorod | KHL          | 43  | 17 | 17  | 34  | 16 | 4  | 2 | 0 | 2  | 2 |
|              | San Jose Barracuda       | AHL          | 17  | 2  | 5   | 7   | 8  | —  | — | — | —  | — |
| NHL totalt   | NHL totalt               | NHL totalt   | 1   | 0  | 0   | 0   | 0  | —  | — | — | —  | — |
| KHL totalt   | KHL totalt               | KHL totalt   | 43  | 17 | 17  | 34  | 16 | 4  | 2 | 0 | 2  | 2 |
| AHL totalt   | AHL totalt               | AHL totalt   | 70  | 10 | 22  | 32  | 24 | 8  | 2 | 3 | 5  | 6 |
| LHJMQ totalt | LHJMQ totalt             | LHJMQ totalt | 191 | 98 | 126 | 224 | 80 | 16 | 7 | 4 | 11 | 6 |

### Internationellt
| Källa: Uppdaterad: 2021-05-02 | Källa: Uppdaterad: 2021-05-02 | Källa: Uppdaterad: 2021-05-02 |         | Utv = Utvisningsminuter | Utv = Utvisningsminuter | Utv = Utvisningsminuter | Utv = Utvisningsminuter | Utv = Utvisningsminuter |
| År                            | Lag                           | Mästerskap                    | Matcher | Mål                     | Assists                 | Poäng                   | Utv                     |                         |
| ----------------------------- | ----------------------------- | ----------------------------- | ------- | ----------------------- | ----------------------- | ----------------------- | ----------------------- | ----------------------- |
| 2016                          | Ryssland                      | U18-VM                        | 5       | 0                       | 1                       | 1                       | 2                       |                         |
| 2017                          | Ryssland                      | Ivan Hlinka                   | 5       | 2                       | 2                       | 4                       | 2                       |                         |
| 2017                          | Ryssland                      | U18-VM                        | 7       | 4                       | 5                       | 9                       | 4                       |                         |
| Junior totalt                 | Junior totalt                 | Junior totalt                 | 17      | 6                       | 8                       | 14                      | 8                       |                         |